# 埃朗 (上加龙省)
埃朗（法語：Herran，法語發音：[ɛʁɑ̃]）是法国上加龙省的一个市镇，属于圣戈当区。

## 地理
埃朗（42°58'21"N, 0°54'51"E）面积15.37 平方千米，位于法国奧克西塔尼大區上加龙省，该省份为法国西南部内陆省份，西南端与西班牙接壤，自此顺时针与上比利牛斯省、热尔省、塔恩-加龙省、塔恩省、奥德省和阿列日省接壤。
与埃朗接壤的市镇（或旧市镇、城区）包括：加莱、圣让迪卡斯蒂约奈、阿尔巴、尚德叙、富加龙、米亚、波尔泰达斯佩。

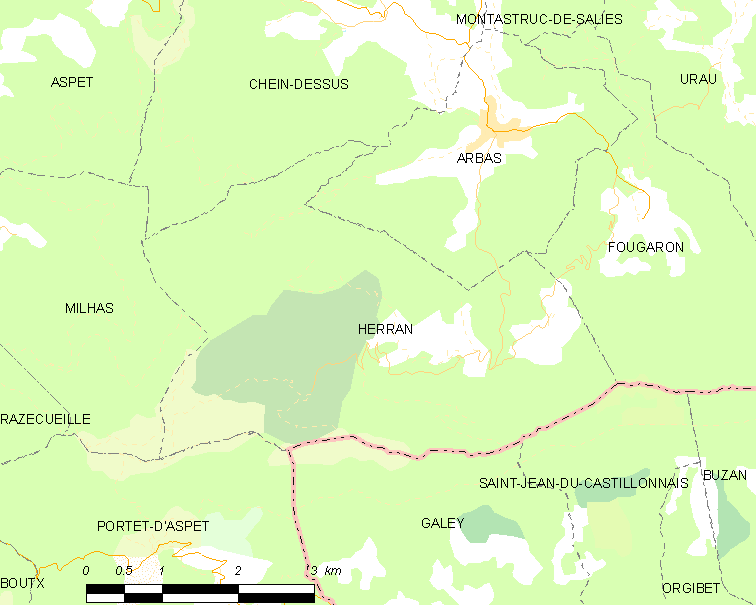
的OSM定位图

埃朗的时区为UTC+01:00、UTC+02:00（夏令时）。

## 行政
埃朗的邮政编码为31160，INSEE市镇编码为31236。

## 政治
埃朗所属的省级选区为巴涅尔德吕雄县。

## 人口

1962-2008年间人口变化图示

埃朗于2022年1月1日时的人口数量为72人。